# Prkos (Apajkeresztúr)
Prkos falu Horvátországban Kapronca-Kőrös megyében. Közigazgatásilag Apajkeresztúrhoz tartozik.

## Fekvése
Kaproncától 14 km-re nyugatra, községközpontjától 4 km-re délnyugatra, a Kemléki-hegység völgyében  fekszik.

## Története
A falu neve magyarul dacot jelent. 1857-ben 134, 1910-ben 162 lakosa volt. A trianoni békeszerződésig Varasd vármegye Ludbregi járásához tartozott. 2001-ben 72 lakosa volt.

## Külső hivatkozások
- Rasinja község hivatalos oldala